# Alfred Harker
Alfred Harker, född 19 februari 1859, död 28 juli 1939, var en brittisk geolog och petrograf.
Alfred Harker utförde omfattande undersökningar över Skottlands kristallina berggrund, bland annat Skyeeruptiverna, och utgav 1909 Natural history of igneous rocks samt 1932 Methamorphism, båda på sin tid betydelsefulla arbeten. Harker verkade under en lång följd av år som lärare i petrografi vid universitetet i Cambridge.

## Skrifter
- Petrology for Students: an introduction to the study of rocks under the microscope, Cambridge University Press 1895, 8. Utgåva 1957
- The tertiary igneous rocks of Skye, Memoir Geological Survey of Scotland, Glasgow, H. M. Stationery Office, 1904
- The natural history of igneous rocks, Macmillan 1909, New York, Hafner 1965
- Metamorphism: a study of the transformations of rock-masses, London, Methuen 1932, 2. Utgåva 1939
- The West highlands and the Hebrides; a geologist’s guide for amateurs, Cambridge University Press 1941
- Notes on geological map reading, Cambridge, 2. Utgåva, 1926